# Sukhoi Su-34
El Sukhoi Su-34 (en ruso: Сухой Су-34; designación OTAN: Fullback), o Su-32 para exportación, es un avanzado avión de ataque y cazabombardero biplaza, pesado y de largo alcance, de diseño bimotor, fabricado por la compañía estatal rusa Sukhoi. Su diseño se realizó partiendo del caza de superioridad aérea Su-27.
El Su-34 es un cazabombardero de cuarta generación avanzada (4.5 o 4++) producido en serie. Actúa como el reemplazo programado de otros aviones de ataque, como el Su-24 con más de 30 años en servicio, y para algunas funciones del bombardero Túpolev Tu-22M, que entró en servicio en 1969 y está llegando al límite de su vida operativa, y que a pesar de haber recibido varias mejoras es de alto costo operativo.
El Su-34 puede volar en misiones de ataque a tierra como bombardero táctico en cualquier condición climática, tanto de día como de noche, siendo generalmente escoltado por cazas de superioridad aérea como el Su-30SM, Su-35S y en un futuro cercano por el PAK-FA. Su navegación se realiza mediante el sistema de posicionamiento global por satélite GLONASS y emplea su radar PESA de forma ovalada para detectar objetivos y lanzar su carga de combate tanto guiada como no guiada por satélite o láser. También puede ser empleado en misiones como avión de guerra electrónica, bombardero de ataque naval con base en tierra, puede configurarse como avión guía o comando de grupo de ataque, tiene capacidad para repostar en vuelo y realizar funciones de avión cisterna para otros aviones de combate debido a su gran capacidad para transportar combustible tanto interna como externamente mediante tanques adicionales. Ocasionalmente puede emplearse como caza de superioridad aérea pese a su tamaño y peso debido a sus excelentes capacidades de combate. Su empleo fue pensado hasta bien entrado el siglo XXI.
Tras 15 años de retrasos y problemas causados fundamentalmente por la crisis que causó el colapso de la URSS, finalmente en diciembre de 2006 los dos primeros aviones de serie fueron entregados por NAPO a la Fuerza Aérea Rusa y a finales de 2011 con 15 aviones en servicio se constituyó el primer escuadrón de combate en la base aérea de Vorónezh. El Su-34, en el futuro, reemplazará en forma programada a los aviones de ataque Sukhoi Su-24 de la Fuerza Aérea Rusa.

## Desarrollo

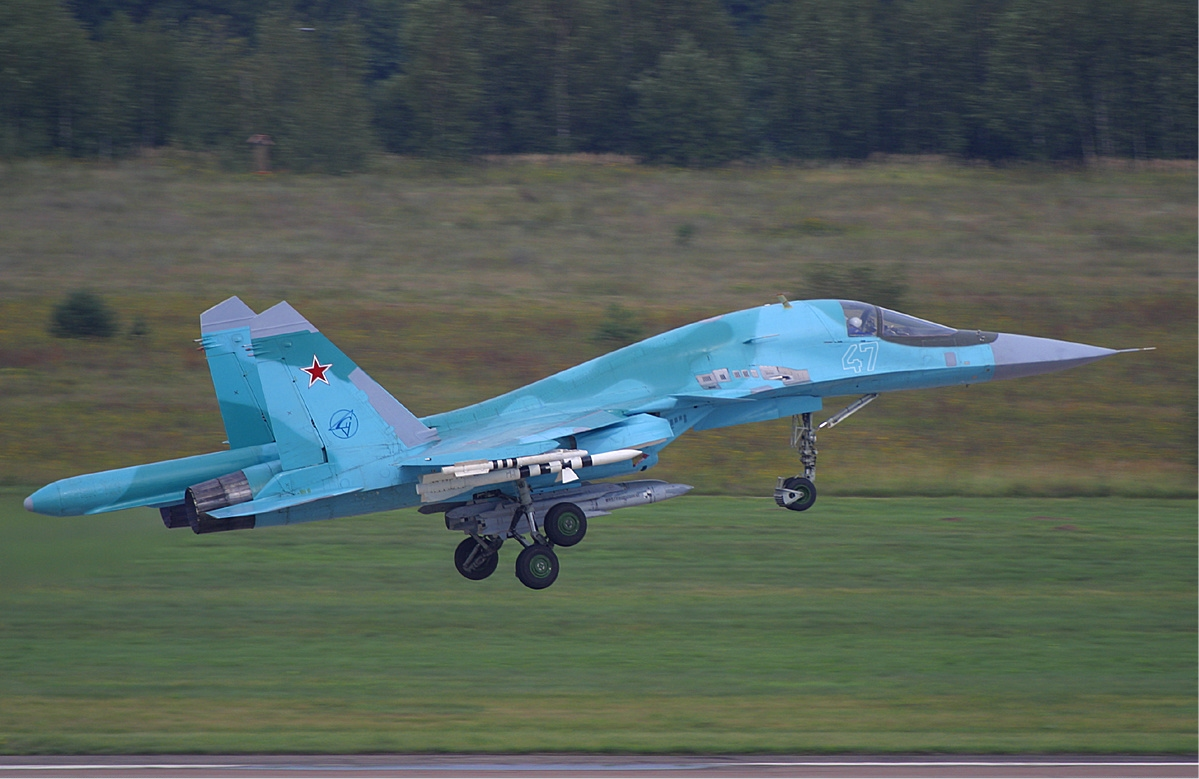
Un Su-34 despegando.

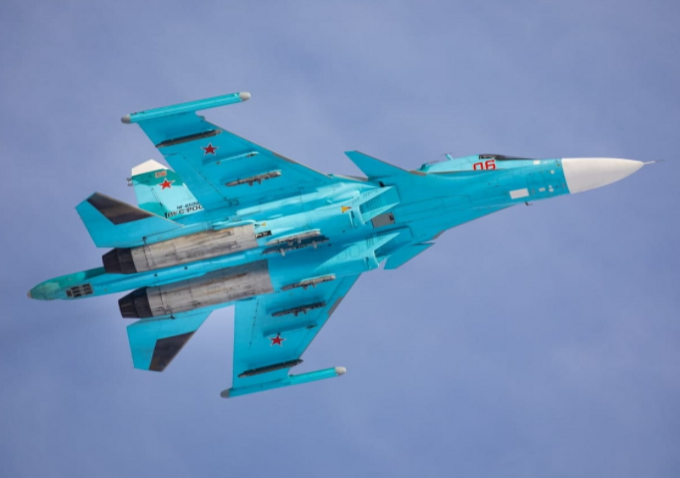
Su-34. Vista inferior

El caza naval pesado Su-33, versión embarcada del afamado caza de superioridad aérea Su-27 transportado en el portaaviones Almirante Kuznetsov, necesitaba una configuración biplaza para el entrenamiento de los nuevos pilotos de combate en los difíciles despegues y apontajes (aterrizajes) sobre la cubierta del portaaviones. El nuevo Sukhoi Su-33UB, con el piloto instructor y el copiloto aprendiz sentados juntos lado a lado en una nueva cabina ensanchada, sirvió de base para el posterior diseño del nuevo y sofisticado bombardero supersónico biplaza Su-34 de base en tierra.
Para lograr las capacidades necesarias y poder desarrollar con éxito un nuevo avión bombardero biplaza pesado, de largo alcance y con base en tierra, se tuvo que rediseñar extensamente la célula básica del anterior caza de superioridad aérea Su-27 monoplaza, con la experiencia alcanzada en el diseño del nuevo entrenador de pilotos Su-33UB, de cabina biplaza ensanchada para uso en portaaviones, que ya estaba haciendo sus primeras pruebas de vuelo desde bases en tierra, despegues y reabastecimiento aéreo de combustible a otros cazas navales Su-33.
En primer lugar, se cambió el radomo del radar por uno más plano transversalmente, el cual tiene una forma parecida a la de un pico de pato (por lo que extraoficialmente se le conoce como platypus, palabra inglesa que significa «ornitorrinco», mamífero con pico de pato). Esta nueva forma aerodinámica de la cabina permite bajar la zona de eco de radar del avión y le da un perfil de "nave furtiva"; esto también permite la instalación de un nuevo radar PESA más grande y de forma ovalada, con mayor cantidad de antenas modulares, para detectar múltiples blancos enemigos y atacar cuatro de ellos al mismo tiempo, y poder hacer un seguimiento del terreno, para misiones de penetración profunda y ataque naval con vuelos rasantes sobre el mar. 
Se instalaron nuevos canards (alerones delanteros) para lograr tener alta maniobrabilidad y aumentar la sustentación de la nave, similares a los instalados como prueba en un programa Up-grade en el caza de superioridad aérea Su-30MKI de India, a los del caza naval Su-33 operado en el único portaaviones de Rusia, el nuevo entrenador biplaza Su-33UB de cabina ensanchada y el proyecto de investigación de nuevas tecnologías de vuelo Su-37, todos con diseño triplano, de "Triple Ala en tándem" que ayuda a levantar la parte delantera del avión sin afectar su potencia y aumenta la superficie alar, para tener un mejor comportamiento de vuelo a media y baja altitud, transportar más cantidad de armas y combustible.

La nueva cabina es biplaza ensanchada, con la tripulación sentada junta y lado a lado, en asientos de eyección K-36DM. El piloto en el lado izquierdo con una mira de combate HUD sobre el panel de control, como la de un "Avión caza" convencional para combate cerrado "Aire-aire" contra otros aviones caza enemigos; el navegante (Oficial de Sistemas Defensivos, Armamento y Radar), sentado en el lado derecho, tiene a su disposición varias "Pantallas Planas" tipo LCD a color, de información completa de la situación de la batalla, posición de aviones enemigos, altitud, velocidad, distancia, blancos detectados en tierra, como barcos enemigos, lanzadores de misiles y estaciones de Radar en territorio enemigo, en misiones de batalla comparables al bombardero supersónico occidental biplaza General Dynamics F-111 Aardvark. 
Esta nueva cabina de mando biplaza, es más alta que la de los anteriores aviones caza de la familia Su-27 y la curva de su estructura, forma una extensa joroba dorsal, la cual tiene un gran volumen interno para la colocación de nuevos equipos de aviónica, combustible interno y hasta de un retrete para los tripulantes, en las misiones de combates de larga duración. Para la protección de la tripulación y la aviónica, se colocó 1480 kg de blindaje de titanio con un espesor de 17 mm. en varias partes de la cabina, para evitar daños por ataques con armas desde tierra y disparos desde otros aviones caza, para las misiones de ataque con vuelos bajos sobre el campo de batalla enemigo, en forma comparable a las misiones de ataque del bombardero biplaza occidental Grumman A-6 Intruder en la guerra de Vietnam y para Guerra electrónica como el avión Grumman EA-6B Prowler, para comandar un ala de combate sin la ayuda de base en tierra. 
La entrada de la tripulación al avión es una nueva solución técnica, original y única, en este tipo de aeronaves, se efectúa por una escalera situada en el pozo de las ruedas delanteras, que baja junto con el tren de aterrizaje delantero, la cual da justo por detrás de la cabina; los tripulantes del avión, suben escalando por el poste del tren de aterrizaje delantero y llegan a la cabina de mando, por un pequeño pasillo entre los dos asientos de la cabina ensanchada y alta, en forma similar al bombardero supersónico Túpolev Tu-160. 
Al costado izquierdo, sobre el radomo y junto al parabrisas de la cabina, se encuentra la nueva sonda de diseño retráctil para el repostaje de combustible en vuelo, desde los aviones de reabastecimiento aéreo Ilyushin Il-78 y otros aviones Su-34, con una manguera flexible y canasta, para aumentar su alcance máximo de combate y poder transportar, más cantidad de armas en el momento del despegue, también puede transportar un tanque externo de combustible equipado con una canasta y manguera flexible UPAZ-1A Sakhalin series centreline refuelling store, montado bajo el fuselaje central de la nave en un pilón de carga de armas entre los motores gemelos, también podrá transportar tanques externos de combustibles bajo las alas, para aumentar su alcance y capacidad de reabastecimiento aéreo de combustible, a otros aviones caza del "Ala de combate".
La joroba por detrás de la cabina, es ancha y levantada, para transportar equipos electrónicos y tanques de combustible internos, se adelgaza, tanto longitudinalmente como transversalmente, rematando en un aguijón aerodinámico entre los dos motores, este carenado dorsal también contiene combustible y los depósitos, para poder lanzar bengalas y distraer misiles con detección de calor, y nuevos equipos de contra medidas electrónicas. 
Este nuevo aguijón extendido único en su tipo, sobresale de la estructura central del avión hacia atrás 4 m, con un diámetro de 0,8 m y tiene en su extremo, un radomo con un radar de alerta de misiles; sobre la joroba entre los motores, guarda un paracaídas de frenado, abriéndose la tapa del compartimiento del paracaídas hacia arriba, para expulsarlo durante el aterrizaje y acortar el recorrido de la pista, para poder aterrizar en bases aéreas y aeropuertos comerciales. Esta configuración permite que el flujo de aire generado por la cabina biplaza ensanchada, pueda salir limpiamente del fuselaje central, aumentando su alcance, velocidad y mejorando su capacidad de maniobra en todas las altitudes operativas. 
La razón para el alargamiento del nuevo aguijón trasero, fue lograr balancear el centro de gravedad del avión, desplazado hacia adelante por el peso de la masiva cabina biplaza, grande y blindada, los dos asientos de eyección, el equipo electrónico y el nuevo "Radar Plano" Radar AESA, de gran tamaño y forma ovalada, la joroba dorsal, los nuevos trenes de aterrizaje, el combustible extra y las armas que puede transportar este sofisticado avión bombardero, mejorando el control de la aeronave en el momento del despegue y aterrizaje de la nave en pistas de aterrizaje a reducida velocidad, aumentando el control del piloto sobre la aeronave en estas maniobras.
Las aletas ventrales traseras bajo los motores, presentes en todos los diseños del anterior caza de supremacía aérea Su-27, fueron retiradas porque en las misiones de ataque que debe realizar el modelo básico Su-32FN, no es necesario volar con fuertes ángulos de ataque (AoA); el tren de aterrizaje más alto le permite despegar y aterrizar fácilmente. Las tomas de aire auxiliares para los motores, instaladas bajo las toberas de ingreso de aire de cada motor, fueron retiradas porque no debería operar desde pistas muy cortas y no preparadas, para aviones con misiones de bombardeo.
El nuevo bombardero de alta maniobrabilidad, podrá realizar misiones de escolta a los aviones bombarderos navales Tu-22M "Backfire-C" y funcionar, como un avión de reconocimiento de largo alcance, radar y "guía de ataque" del "ala de combate", sin necesidad de apoyo de los radares desde la base en tierra, tipo avión Radar "Hawk-eye" para los nuevos cazas Polivalentes de diseño Multipropósito Su-35.
La aerodinámica es similar a la del Su-33 Naval y su variante biplaza, el Sukhoi Su-33UB para entrenamiento de aterrizajes sobre la cubierta del Portaaviones Almirante Kuznetsov que fue la base de su desarrollo experimental, el caza Polivalente de diseño Multipropósito Su-35 y el nuevo proyecto experimental de nuevas tecnologías Su-37 de "Alta maniobrabilidad", es decir, triplano longitudinal y naturalmente “inestable", con canards lo cual le permite tener "Alta maniobrabilidad", al mantener un flujo de aire inestable sobre sus alas principales, algo único en un avión bombardero tan grande y pesado.
Gobernado por un sistema de vuelo programable por computadoras (Data-link), vuelo por GPS con el nuevo sistema satelital de Rusia GLONASS, manejo por cable fly-by-wire y control de vuelo Digital cuádruple, que le permite hacer las correcciones necesarias automáticamente con la ayuda de las computadoras de vuelo, en donde el piloto es una parte más de la información que las computadoras reciben para poder controlar la nave, durante los vuelos con turbulencias producidas por mal tiempo y por los vuelos programados a baja altitud, para misiones de bombardeo nocturno, en todo tipo de clima y operaciones encubiertas de penetración profunda, volando entre las montañas y con vuelos rasantes sobre el mar, como las del exitoso avión bombardero nocturno Intruder EA-6 Prowler de la US NAVY.
Podrá comandar misiones de ataque naval a baja altitud desde bases en tierra, con vuelos rasantes sobre el mar para no ser detectados por los radares enemigos y luego, levantarse para lanzar sus misiles navales supersónicos de largo alcance, en forma similar al exitoso bombardero francés Dassault-Breguet Super Étendard que revolucionó el combate naval en la guerra de las islas Malvinas; también podrá escoltar a los bombarderos tácticos Tu-22M de base en tierra, con vuelos rasantes sobre el mar y lanzar misiles crucero supersónicos de largo alcance, contra los barcos enemigos que intenten bloquear un puerto de Rusia y estará disponible para su venta, a los países que necesitan modernizar su Fuerza Aérea en el futuro, con un avión bombardero y guía de ataque.
Tiene instalado de fábrica en forma permanente, dos vainas aerodinámicas "Pod de información" con equipo electrónico en las puntas de las alas principales, que pueden transportar además bajo estas vainas, misiles "Aire-aire" de corto alcance. Podrá operar como avión guía de ataque y reabastecedor aéreo de combustible, a otros aviones del "Ala de combate", con un tanque externo de combustible instalado bajo el fuselaje central, con un nuevo sistema de reabastecimiento aéreo de combustible, manguera flexible y canasta APAZ-1A buddy AAR Pod. especialmente diseñado para este bombardero, que está siendo probado en sus primeros vuelos de adaptación de nuevas tecnologías y controles de misión de combate, con ayuda del sistema de navegación satelital GLONASS.

## Diseño

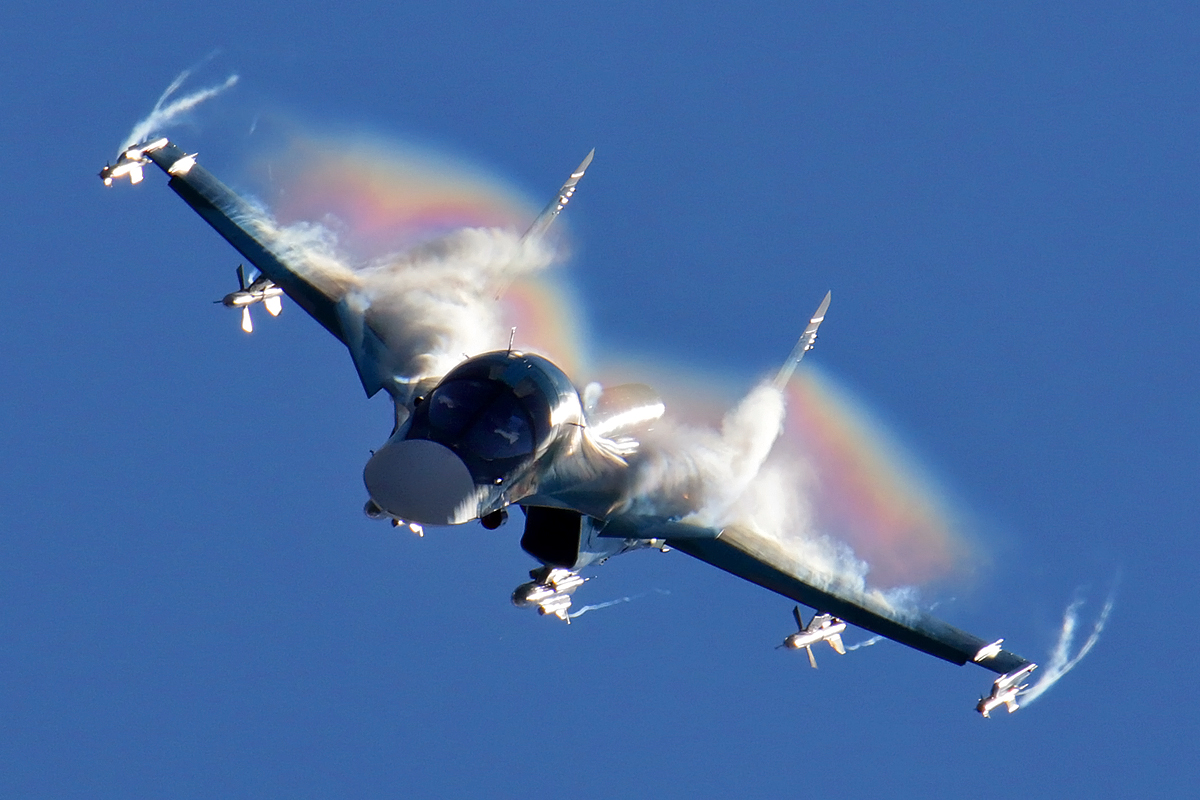
Bombardero táctico Su-34

Avión bombardero supersónico pesado de generación 4.5 o generación 4++, para misiones de Avión de ataque a tierra y misiones de Apoyo aéreo cercano, de cabina biplaza ensanchada, de largo alcance y bimotor, triplano con alerones delanteros canard's, de diseño de "Triple ala en tándem".
El nuevo Su-34 es un avión grande y pesado, de alta maniobrabilidad y gran capacidad de ataque, en todo tipo de clima; equipado con la más moderna tecnología en la cabina de mando y con blindaje en la cabina y los motores; vuelo Digital por cables Fly-by-wire y navegación satelital por GPS; tiene mejor performance de vuelo a media y baja altitud, donde el aire es más denso, húmedo y pesado, para misiones de penetración profunda dentro de territorio enemigo, ataque a tierra y ataque naval, con vuelos rasantes sobre el mar, es el avión más moderno de producción en serie en Rusia.

### Sistemas de propulsión

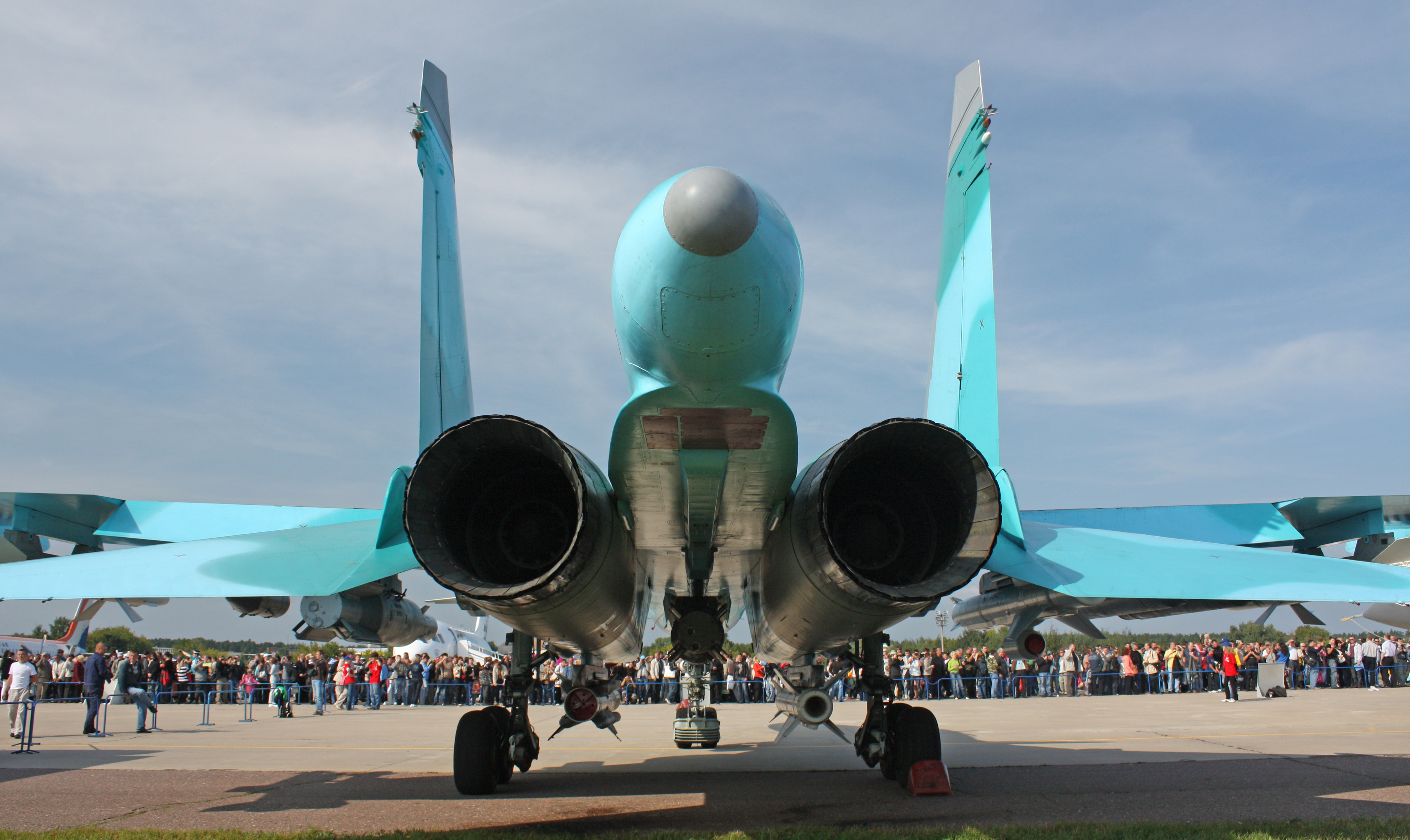
Vista trasera del Su-34.

El Su-32FN está impulsado por motores gemelos, 2 turbofan SATURN-LYULKA AL-31F con un empuje en seco de 7600 kg y 12 500 kg con post-combustión, pero además, se pueden montar los nuevos motores AL-35F más potentes y en algunas variantes, los nuevos motores con empuje vectorial (TVC) modelo AL-31FU y el más potente AL-41F, para lograr mayor potencia, maniobrabilidad a media y baja altitud, y poder realizar misiones de combate, apoyo aéreo, escolta, función multipropósito junto con otros aviones caza del "Ala de combate", operar como un caza escolta de otros aviones bombarderos Su-34, aviones caza Su-35 y participar, en misiones asignadas de bombardeo naval a baja altitud, con vuelos rasantes sobre el mar.
Tiene el nuevo sistema de control de la potencia de los motores gemelos, en forma totalmente electrónica FADEC "Plena autoridad redundante de control Digital del motor", para ahorrar combustible, aumentar su alcance y mantener la potencia, en diferentes situaciones de combate y en forma automática, para que el piloto pueda concentrarse en la misión de ataque en profundidad.

### Peso

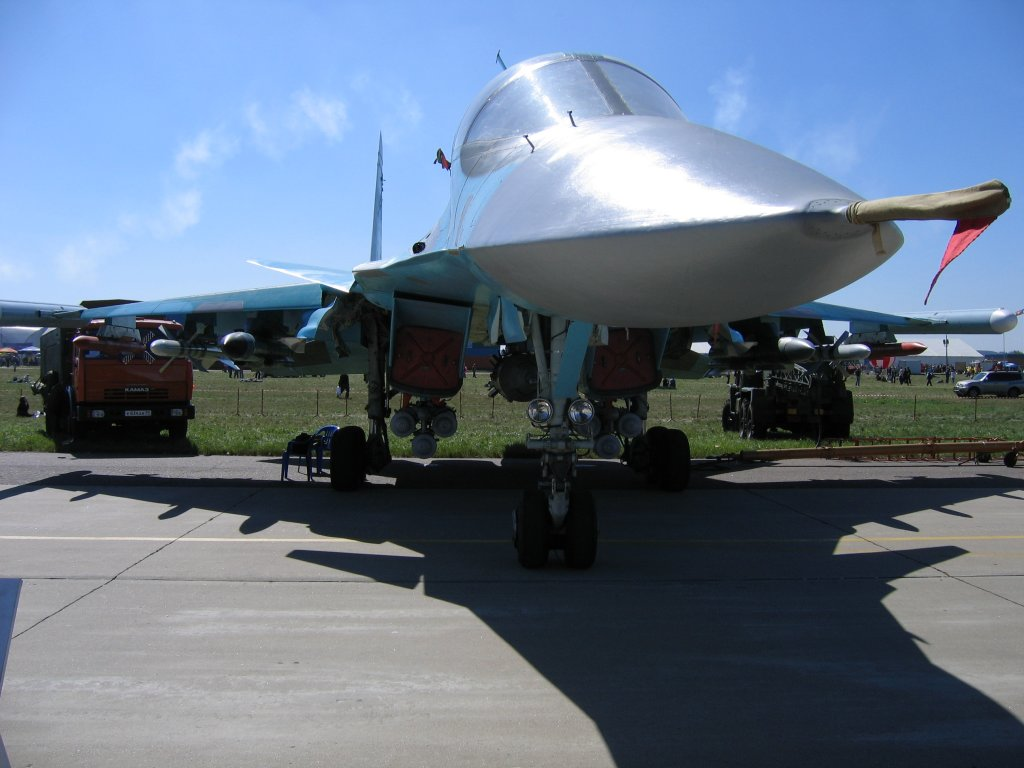
Vista frontal del Su-34.

Todos estos cambios incrementaron el peso normal cargado a 39 000 kg con armas y combustible, 15 600 kg más que el anterior diseño del Su-27SK, de los cuales 12 100 kg es de combustible, para aumentar su alcance en combate, por lo cual se rediseñó en su totalidad el tren de aterrizaje, reforzándolo para poder resistir más carga de armas y combustible, y poder aterrizar, en pistas de bases aéreas militares y aeropuertos comerciales. 
El tren de aterrizaje delantero tiene 2 ruedas con cubiertas contra salpicaduras y se retrae hacia atrás, bajo el fuselaje central entre los motores, al contrario que el diseño original del Su-27, que se retrae hacia adelante bajo la cabina de mando; además incorpora, una escalera en el poste para ingresar a la cabina por una pequeña compuerta, en un diseño original y único en su tipo.
Al tren de aterrizaje principal trasero, se le instalaron 2 ruedas en tándem para cada lado, una delante de la otra, en forma muy parecida al caza escolta de largo alcance Mikoyan MiG-31, para tener más capacidad de carga de combustible interno y armas, por lo cual, también se debió rediseñar los pozos de alojamiento del tren de aterrizaje trasero, aumentando el tamaño longitudinalmente hacia adelante de la estructura central del avión, para que las ruedas gemelas giren y se guarden en la base de las alas, en forma similar al tren de aterrizaje principal de la familia de aviones Su-27. 
Se aprovechó esta situación, para incrementar la altura del tren de aterrizaje, aumentando notablemente la luz sobre el suelo y la altura total del avión, permitiendo llevar armamento de mayores dimensiones y peso, misiles navales supersónicos de largo alcance, subsónicos, bombas convencionales, bombas guiadas por láser y satélite GPS, en los pilones de carga 9 y 10 (bajo las toberas de ingreso de aire de los motores gemelos), aumentando su peso vacío y su peso máximo, de carga de armas y combustible, puede aterrizar en bases aéreas de países amigos y pistas de aterrizaje cortas de segunda categoría, para aumentar su capacidad operativa en misiones de combate más allá de las fronteras de Rusia.

### Aviónica y cabina

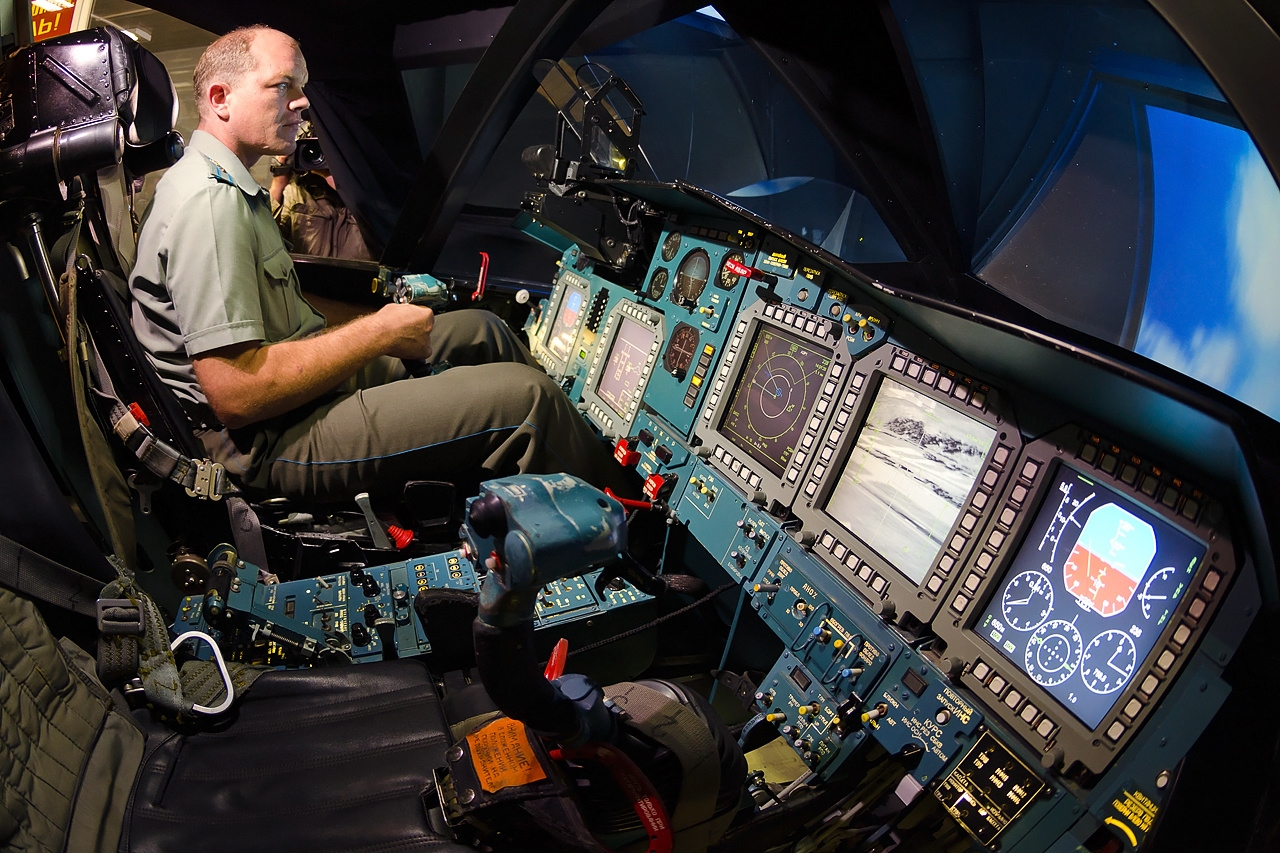
Simulador de cabína del Su-34

La tripulación está compuesta por un piloto en el asiento izquierdo, que tiene una mira de batalla HUD Head-up display sobre la cabina de instrumentos, como la de un avión caza convencional de la familia Su-27 y un oficial de sistemas en el asiento derecho, como el bombardero estratégico Túpolev Tu-22M. La aviónica comprende un nuevo radar PESA ovalado de ataque multimodal en fase matriz, con capacidad de seguimiento del terreno, para misiones de bombardeo a baja altitud, en todo tipo de clima y misiones nocturnas de ataque furtivo, construido por LENINEZ / St PETERSBURG V004 con un alcance de 90 km para fijar blancos en el aire de sección de radar de 3 m² "fuera del rango visual del piloto"; 30 km para fijar blancos terrestres o 135 km de alcance para fijar un blanco del tamaño de un barco destructor, para misiones de bombardero naval; un contenedor con equipos electrónicos de saturación de radar FLIR desarrollado por GEOFIZIKA; sistemas de contra medidas electrónicas pasivas TsNIRTI; contenedores de contra medidas electrónicas activas SORBTSYA, montadas en las puntas de las alas y el sistema de navegación electro-óptico, construido por Urals Optical and Mechanical Plant YOM3 seguimiento de blancos por IR, TV, satélite y LASER UOMZ. 
Los tripulantes cuentan con nuevos "cascos de información" con sistema de designación de blancos Sch-3UM, el cual está enlazado con el nuevo sistema de control de batalla UOMZ. para informar al piloto la ubicación del blanco en todo momento, similar a los del caza Mikoyan MiG-35. Toda la información es procesada por el nuevo computador de batalla principal ARGON y es presentada a la tripulación, a través del HUD, en forma combinada a los "cascos de información" directamente a los ojos de los tripulantes y hasta en 7 "Pantallas Planas" EFIS. a color, con botones en sus marcos y mandos de toque "Touch-screen" en la cabina de mando y junto a los asientos. Mucha de su tecnología aplicada en la cabina de mando, está migrando del proyecto experimental de nuevas tecnologías Su-37 a otros proyectos de aviones de combate de Rusia para su construcción en serie en el futuro.

### Armamento
El armamento fijo, está instalado en el costado derecho de la cabina y comprende el cañón GRYAZEV/SHIPUNOV GSh-30-1 (9A-4071K) de 30 mm con munición AO-18 del tipo incendiarios, explosivos de fragmentación y perforantes-trazadores. El Su-32FN puede portar 8 ton. de armamento en 12 puntos de fijación: 3 bajo cada ala, 1 en cada punta del ala, 2 en la línea central del fuselaje y 2 bajo las tomas de aire de los motores.
Puede portar armamento misilístico de largo alcance, para combate aéreo "fuera del rango visual del piloto"; misiles de corto alcance para poder participar en refriegas aéreas dogfight; lanzar bombas convencionales de caída libre; bombas guiadas por láser y satélite GPS, con el nuevo sistema de navegación GLONASS de Rusia, y cohetes convencionales; misiles navales subsónicos y supersónicos, misiles crucero de medio alcance y largo alcance, para misiones de ataque a tierra y ataque naval como un avión bombardero naval de base en tierra. 
Transporta bombas de caída libre, bombas guiadas por GPS y láser, cohetes y misiles crucero, para atacar posiciones enemigas bien defendidas, estaciones de radar y lanzadores de misiles, como un Avión de ataque a tierra con gran capacidad de supervivencia en misiones de combate, también puede operar como un avión de entrenamiento de pilotos para misiones de ataque, avión guía de ataque para comandar una misión de combate y como avión cisterna de reabastecimiento aéreo de combustible, para otros aviones de ataque Su-34, aviones escolta Su-35, aviones de ataque MiG-35 y los nuevos aviones de ataque ligero Yakovlev Yak-130, para aumentar su alcance en combate. 
Mucha de su nueva tecnología de vuelo, está migrando del proyecto experimental de nuevas tecnologías Su-37, que fue diseñado desde el principio como un caza de "Triple ala en tándem" y para "Alta maniobrabilidad" con motores de empuje vectorial y vuelo Digital cuádruple, diseñado especialmente para probar esta nueva tecnología de vuelo y luego, aplicarla con éxito a otros modelos de aviones de combate en el futuro, como el nuevo Su-35 para equipar a la Fuerza Aérea de Rusia y equipar también, a otros modelos de aviones de combate disponibles para su exportación a otros países. El nuevo Su-34 es el resultado de más de 30 años de investigación y desarrollo, pruebas de vuelo y aplicación de tecnología, del diseño original del caza de superioridad aérea Su-27.
El Ministerio de Defensa de Rusia anunció  que un avión de combate ruso Su-34 lanzó por primera vez un misil hipersónico Kinzhal.
Una fuente del ente castrense informó que la aeronave lanzó por primera vez el misil hipersónico en una misión en la operación militar especial en Ucrania.
El misil Kinzhal es el último del arsenal ruso de misiles balísticos hipersónicos cuya velocidad supera 10 veces la del sonido, con un alance de hasta dos mil kilómetros, y puede cambiar su trayectoria en el aire para eludir los sistemas antimisiles.

## Historia operacional

### Rusia
Fue presentado en la Feria Aérea Internacional de la Aviación y el Espacio MAKS International & Space Aviation 2011, desde el 16 al 21 de agosto, en el campo aéreo de la ciudad de Zhukovsky, cerca de la ciudad de Moscú.
La etapa de pruebas estatales fue completada el 19 de septiembre de 2011 . Ingresó en estado de servicio operativo con la Fuerza Aérea Rusa a principios de 2014 .
Se especula que un prototipo del Su-34 pudo ser empleado durante la guerra de Osetia del Sur de 2008 .
El 4 de junio de 2015 un Su-34 tuvo un accidente en la región rusa de Vorónezh mientras realizaba una misión de entrenamiento rutinaria. El accidente se produjo debido a que el paracaídas del avión no pudo desplegarse durante el aterrizaje y el aparato se salió de la pista y volcó. No hubo víctimas.  Posteriormente el caza fue reparado en la planta de NAPO y puesto nuevamente en servicio.

#### Intervención militar de Rusia en Siria 2015-2017

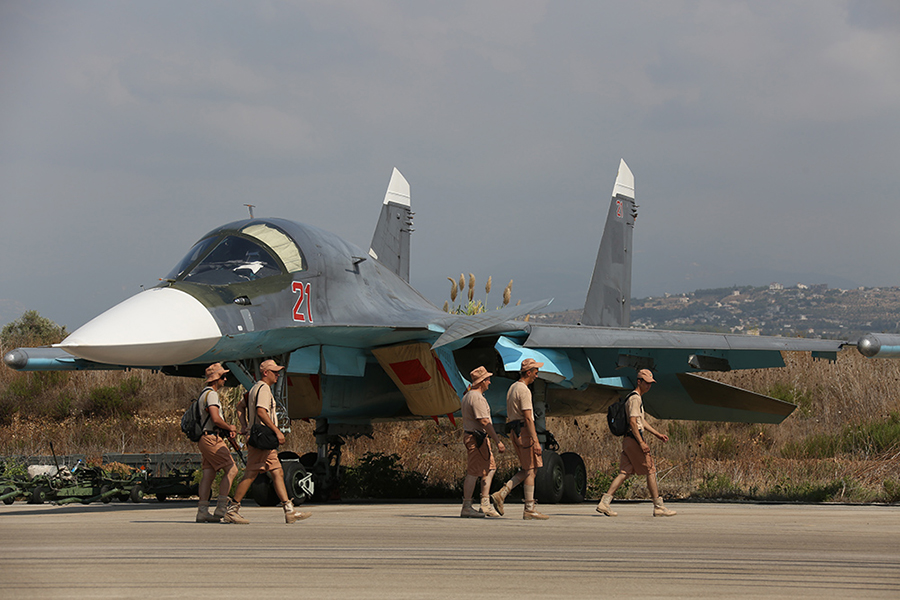
Un Su-34 en el Aeropuerto Internacional Basel al-Ásad en Latakia, Siria, a fines de 2015, temprano en la intervención de Rusia en Siria.

En septiembre de 2015, seis Su-34 llegaron al aeropuerto de Latakia en Siria, por ataques contra las fuerzas rebeldes y del EIIL. Los ataques aéreos rusos en Siria comenzaron el 30 de septiembre, en la región de Homs. El 1 de octubre, el Su-34 fue utilizado para bombardear objetivos del Estado Islámico en Siria. Los cazabombarderos Su-34 de la Fuerza Aérea Rusa destruyeron un centro de comando del Estado Islámico y un campo de entrenamiento al suroeste de la ciudad de Al Raqa. Estos incluyeron ataques de precisión desde una altitud de más de 5000 m. Aviones de ataque rusos Su-34 y Su-25 llevaron a cabo ataques aéreos al día siguiente contra objetivos del Estado Islámico en la provincia siria de Hama utilizando bombas de precisión. Según el portavoz del Ministerio de Defensa ruso, el mayor general Ígor Konashénkov, los Su-34 golpearon un búnker fortificado del EIIL en la provincia de Hama con bombas guiadas. Fortificaciones, depósitos de municiones, siete unidades del equipo militar cerca de Maarrat al-Numan de Siria también fueron destruidas por la Fuerza Aérea rusa. Un centro de comando ISIL y un depósito subterráneo también fueron destruidos con explosivos cerca de Raqqa. 
El portavoz del Ministerio de Defensa, dijo en un comunicado el 3 de octubre: «La entrega precisa de una bomba perforadora de concreto BETAB-500 lanzada desde un avión Su-34 cerca de Al Raqa destruyó un centro de comando endurecido de uno de los grupos armados ilegales así como un búnker subterráneo con explosivos y depósito de municiones». Un representante de la Fuerza Aérea de Rusia declaró que los Su-34 adquieren objetivos utilizando el sistema satelital GLONASS para bombardear. Durante este tiempo, seis Su-34 estaban en Siria manteniendo una tasa de disponibilidad del 70 por ciento para salidas. Ocho Su-34 más llegaron a Siria el 20 de noviembre de 2015. 
Tras el derribo de un Su-24 por parte de Turquía, Rusia anunció el 30 de noviembre de 2015 que los Su-34 en Siria habían comenzado a volar misiones de combate mientras estaban armados con misiles aire-aire. El 16 de agosto de 2016, los bombarderos de largo alcance Tu-22M3 y los cazabombarderos Su-34, después de despegar de su base en la República Islámica Hamadán de Irán, llevaron a cabo ataques aéreos grupales contra objetivos pertenecientes a los grupos terroristas ISIS y Jabhat al-Nusra en las provincias de Alepo, Deir ez-Zor e Idlib. El 17 de agosto de 2016, los bombarderos rusos Su-34 llevaron a cabo ataques desde el aeródromo de Hamadan en el territorio de la República Islámica de Irán contra objetivos del grupo terrorista ISIS en la provincia de Deir ez-Zor. La aeronave transportaba bombas de alto explosivo OFAB-500.
El 28 de mayo de 2018, se informó que los Su-34 rusos interceptaron dos F-16 de la Fuerza Aérea de Israel sobre Trípoli, en el Líbano, obligándolos a retirarse.
El 5 de marzo cayó un Su-34 en Chernígov. El copiloto falleció mientras que el piloto ha sido apresado después de matar a un civil posteriormente a su aterrizaje en paracaídas.

### Guerra Ruso-ucraniana
- Invasión rusa de Ucrania de 2022[21]

## Futuro
Actualmente Sukhoi está desarrollando una versión mejorada denominada Su-34M. Esta versión mejorada incorporará nuevos equipos electrónicos y software avanzado, junto a una nueva gama de armas de alta precisión de ataque aire-aire y aire-tierra, con el fin de incrementar la eficacia en combate de la aeronave. Se prevé que las etapas de desarrollo y pruebas concluyan en el año 2020 .
El 23 de septiembre de 2016 una filial del grupo ruso Rostec anuncia que ha creado un avanzado radar lateral, denominado “Pika-M”, que se integraría en el Su-34 mediante un “pod” aeronáutico y que se emplearía en funciones de reconocimiento y mapeado del terreno para la búsqueda de objetivos terrestres, aumentando su capacidad como un avión de ataque a tierra y comando aéreo de batalla.

## Operadores
Unión Soviética
- Fuerza Aérea Soviética: (exoperador) 2 prototipos, 1 completo para pruebas de vuelo.

 Rusia
- - NAPO (Novosibirsk): 7 prototipos[25] de vuelo y 1 aparato para pruebas estáticas fueron construidos por la compañía entre 1990 y 2003 durante el desarrollo del programa. Actualmente quedan en uso los 2 prototipos más modernos para el desarrollo de la modificación Su-34M
- - Fuerza Aérea Rusa: 109 Su-34 de serie entregados (diciembre de 2017) de un total de 129 ordenados[26] en tres contratos en 2006 (5) , 2008 (32) y 2012 (92).[27]
  - 929.º GLITs (Ajtúbinsk): 4 aparatos
  - 968 IISAP (Lipetsk): 10 aparatos (+1 avión en reparación en NAPO)
  - 47.º BAP (Vorónezh): 24 aparatos
  - 559.º BAP (Morozovsk): 36 aparatos
  - 277.º BAP (Komsomolsk del Amur): 24 aparatos
  - 2.º BAP (Cheliábinsk): 10 aparatos.[28]

 Argelia
- Fuerza Aérea Argelina: 12 Su-32 contratados pendientes de entrega[29]

## Especificaciones (Su-34)
Referencia datos: Sukhoi data, Gordon and Davison AF Technology, Airwar.ru

### Características generales
- Tripulación: 2
- Longitud: 23,34 m
- Envergadura: 14,7 m
- Altura: 6,09 m
- Peso cargado: 39 000 kg
- Peso útil: 9000 kg
- Peso máximo al despegue: 45 100 kg
- Planta motriz: 2× turbofán con postquemador Lyulka AL-31FM1.  
  - Empuje con postquemador: 132,4 kN (13 500 kgf; 29 762 lbf) de empuje cada uno.

### Rendimiento
- Velocidad máxima operativa (Vno):  2200 km/h
- Radio de acción: 1100 km
- Alcance en ferry: 4000 km
- Techo de vuelo: 17000 m
- Carga alar: 629 kg/m²
- Empuje/peso: 0,68
- Límite de fuerzas G: 9 G

### Armamento
- Cañones: 

  - 1x Gryazev-Shipunov GSh-301 de 30 mm con 180 proyectiles

- Puntos de anclaje: 12 en total con una capacidad de 12000 kg, para cargar una combinación de:  
  - Bombas: 

    - KAB-500L o KAB-500KR
    - Bombas guiadas KAB-1500L/KR
    - Bombas convencionales FAB-250, FAB-500 y FAB-1500
    - Bombas nucleares

  - Cohetes: Contenedores de cohetes S-8, S-13 y S-25
  - Misiles: 

    - Misiles aire-aire:
      - Misiles de corto alcance Vympel R-73
      - Misiles de medio alcance Vympel R-27 o Vympel R-77

    - Misiles aire-superficie:
      - Kh-29L/T (AS-14)
      - Kh-25MT/ML/MP (AS-10)
      - Kh-59 (AS-18)
      - Misiles antirradiación Kh-58 (AS-11)
      - Kh-31P (AS-17)
      - Kh-35 Ural (AS-20)
      - Misiles de crucero Kh-65S o Kh-SD
      - Misiles antibuque P-270 Moskit o P-800 Oniks

  - Otros: 

    - Tanques de combustible externos
    - Contenedores de reconocimiento
    - Contenedores de contramedidas electrónicas

### Desarrollos relacionados
- Sukhoi Su-27
- Sukhoi Su-30
- Sukhoi Su-33
- Sukhoi Su-35
- Sukhoi Su-37

### Aeronaves similares
- McDonnell Douglas F-15E Strike Eagle
- Boeing EA-18G Growler
- General Dynamics F-111 Aardvark
- Grumman A-6 Intruder
- Panavia Tornado
- Eurofighter Typhoon
- Xian JH-7
- Dassault Rafale
- Dassault-Breguet Super Étendard
- SEPECAT Jaguar
- Sukhoi Su-30MKI
- Sukhoi Su-33